# Benedikt Röcker
Benedikt Röcker (Bietigheim-Bissingen, 19 novembre 1989) è un allenatore di calcio ed ex calciatore tedesco, di ruolo difensore, team manager del Greuther Fürth.

## Palmarès

### Club

#### Competizioni nazionali
- Coppa di Danimarca: 1

Brondby: 2017-2018